# تیم گان
تیموتی "تیم" گان (انگلیسی: Timothy MacKenzie "Tim" Gunn؛ زادهٔ ۲۹ ژوئیهٔ ۱۹۵۳) یک مدیر نوآوری، و استاد دانشگاه اهل ایالات متحده آمریکا است.
وی همچنین برندهٔ جوایزی همچون جایزه امی ساعات پربیننده شده است.

## بخشی از فیلمشناسی
از فیلم‌ها یا برنامه‌های تلویزیونی که وی در آن نقش داشته است می‌توان به آثار زیر اشاره کرد.
- پروژه مد (۲۰۰۴–تاکنون)
- بتی بی‌ریخته (۲۰۰۷)
- بابای آمریکایی! (۲۰۰۸)
- آشنایی با مادر (۲۰۱۰، ۲۰۱۳، ۲۰۱۴)
- سکس و شهر ۲ (۲۰۱۰)
- دختر سخن‌چین (۲۰۱۰)
- دختر سخن‌چین (۲۰۱۱)
- اسمورف‌ها (فیلم) (۲۰۱۱)
- کلیولند شو (۲۰۱۲)
- سسمی استریت (۲۰۱۳)
- مرد خانواده (۲۰۱۳)